# Usos del suelo

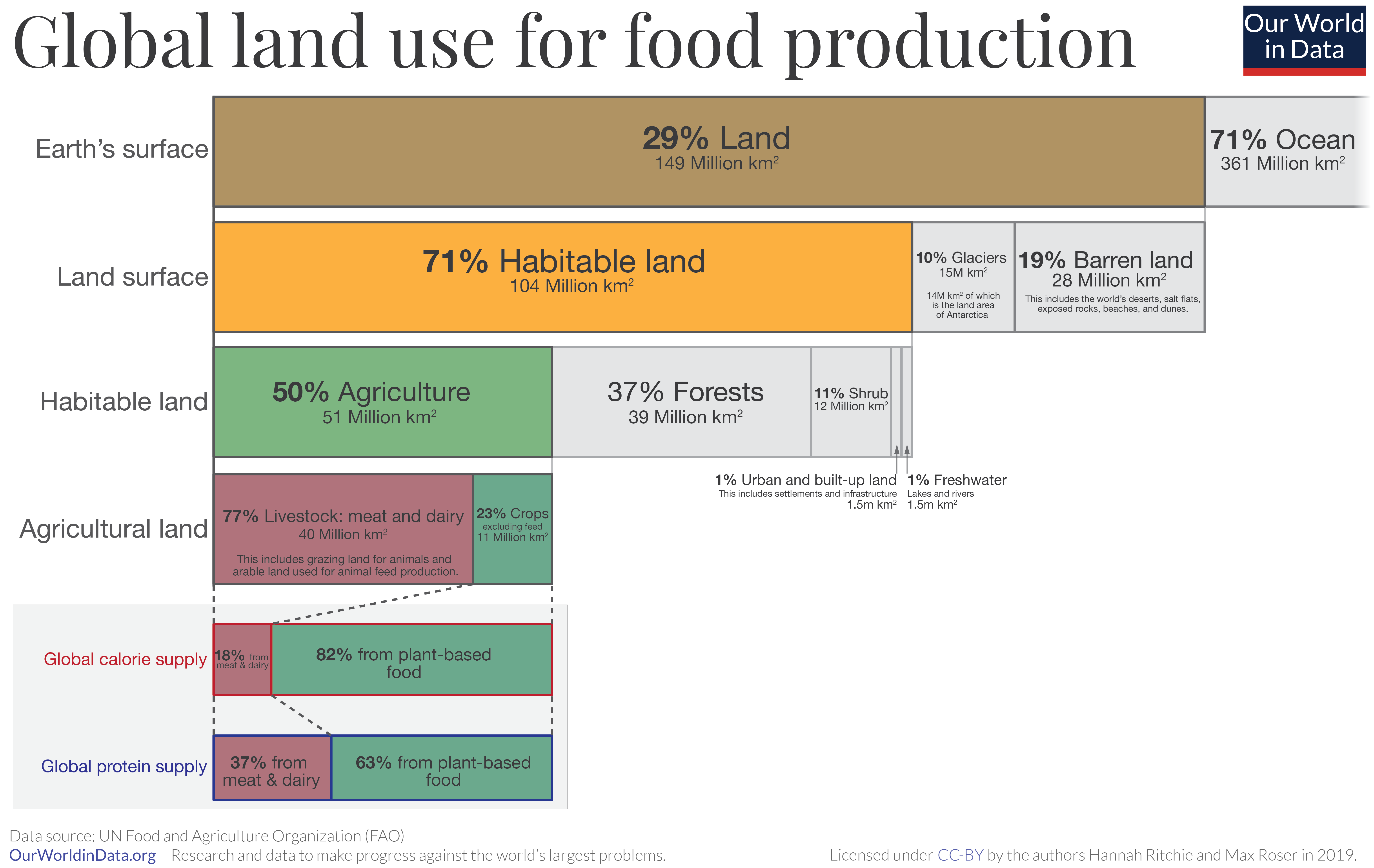
Distribución global del uso del suelo.

El uso del suelo comprende "las acciones, actividades e intervenciones que realizan las personas sobre un determinado tipo de superficie para producir, modificarla o mantenerla" (FAO, 1997a; FAO/UNEP, 1999).
El uso del suelo abarca la gestión y modificación del medio ambiente natural para convertirlo en terreno agrícola: campos cultivables, pastizales; o asentamientos humanos. El término uso del suelo también se utiliza para referirse a los distintos usos del terreno en zonificaciones.

## Regulación
Las prácticas de uso del suelo varían de manera considerable en diferentes partes del mundo. La División de Desarrollo del Agua de la Organización de las Naciones Unidas para la Alimentación y la Agricultura explica que "El uso del suelo comprende los productos y/o beneficios que se obtienen del uso de la tierra como también las acciones de gestión del suelo (actividades) realizadas por los humanos para producir dichos productos y beneficios." A comienzos de la década de 1990, aproximadamente el 13% de la superficie de la Tierra era considerada tierra arable, con 26% de pastos, 32% de bosques, y 1,5% de zonas urbanas.
Tal como indicó Albert Guttenberg (1959), "'El uso del suelo' es un término clave en el lenguaje de la planificación de ciudades." Por lo general, las jurisdicciones políticas realizan la planificación sobre el uso del suelo y lo regulan en un intento de evitar conflictos. Los planes de uso del suelo son implementados mediante la división del suelo y regulaciones sobre su uso, tales como su zonificación. Las empresas de consultoría de gestión y las Organizaciones no gubernamentales intentan influir sobre estas regulaciones antes de ser aprobadas y promulgadas.